# Memo Acevedo
Memo Acevedo (Santa Fe de Bogotá) is een Colombiaanse jazz-drummer, percussionist en jazzdocent.
Acevedo was in zijn jonge jaren een pionier in de Spaanstalige rock in zijn land met twee albums. Vanaf het eind van de jaren zeventig woonde hij in Canada, waar hij bijdroeg aan de ontwikkeling van de Cubaanse, Braziliaanse en Latijns-Amerikaanse jazzstijlen in dat land. Hij gaf er les en had ook een radioshow. Hij kreeg er enkele prijzen, waaronder een Juno Award in 1991. In 1996 verhuisde hij naar New York.
In de jazz is hij meestal actief geweest als sideman, hoewel hij in 1993 een album onder eigen naam opnam, waaraan onder meer Tito Puente meewerkte. Hij speelde onder meer met Toshiko Akiyoshi, Stephen Stills, Irakere, Flora Purim, Ann Murray, Tom Scott en Louis Bellson. Hij gaf zeven jaar les aan het Drummers Collective in New York. Sinds 1997 werkt hij op de jazz-afdeling van de Steinhardt School of Culture, Education, and Human Development.

## Discografie
- Building Bridges, Jazz Alliance, Concord, 1993